# Hedwig Finger

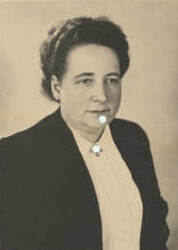
Hedwig Finger (1950)

Hedwig Finger (* 5. Januar 1899 in Siegen; † 29. Juli 1974 ebenda) war eine deutsche Politikerin (CDU, DFU).
Nach dem Besuch der Volksschule und anschließend der Handelsschule arbeitete Finger zunächst als Bürokraft und war später Geschäftsfrau.
Zwischen 1923 und 1933 war sie Mitglied der Zentrumspartei und seit 1930 Vorsitzende der Caritas in Siegen. Außerdem war Finger seit 1924 Mitglied der internationalen Friedensbewegung.
Nach 1945 trat sie in die CDU ein. Sie war 1946 Mitglied im Provinzialrat für Westfalen. In der ersten und zweiten Ernennungsperiode war sie ab 1946 Mitglied des ernannten Landtages von Nordrhein-Westfalen. Danach war sie bis 1954 direkt gewählte Landtagsabgeordnete für den Wahlkreis Recklinghausen/Land.
Sie verließ aus Protest gegen die Wiederbewaffnung die CDU, um der DFU beizutreten, für die sie bei der Bundestagswahl 1961 vergeblich im Bundestagswahlkreis Meschede – Olpe und auf der nordrhein-westfälischen Landesliste kandidierte.
Finger war langjähriges Mitglied der Deutschen Friedensgesellschaft.